# Sabine Dünser
Sabine Michaela Dünser (Schaan, Liechtenstein 27 de junio de 1977 - 8 de julio de 2006) fue una cantante y compositora liechtensteiniana, conocida por haber sido la vocalista y letrista de las bandas Erben Der Schöpfung y Elis.

## Primeros años
Dünser creció en Schaan (Liechtenstein) con su familia, compuesta por sus padres y su hermana menor Petra. Su talento musical fue descubierto a una edad temprana. Empezó con conocimientos básicos de música. Cuatro años después comenzó practicando la flauta. A temprana edad, algunos profesores asumieron que tenía un gran talento musical que debía fomentarse. Durante la primaria, Sabine empezó a tocar el piano, y siguió haciéndolo hasta su graduación. Al mismo tiempo ella comenzó a cantar aún más. Cantó en coros diferentes, como el coro de la escuela. Desde su formación como cantante fue muy importante para los maestros corales, Sabina comenzó a cantar las lecciones de música clásica a los 19 años. Participó en la Sociedad "Liechtenstein Musical" y, además, mostró su deseo de cantar en una banda.

## Carrera
En 1999, Sabine fue capaz de llevar a cabo sus planes de cantar en una banda. Junto con Pete Streit (Elis) y Oliver Falk (Erben der Schöpfung, Weltenbrand), quien inició el proyecto, ella fundó "Erben der Schöpfung". Tras publicar el álbum "Twilight", Oliver Falk y el resto de la banda tuvieron una serie de malentendidos, peleas e incluso una disputa legal, que llevaron a la disolución del grupo. Los miembros restantes fundaron lo que se convirtió en "Elis" más adelante.
Empezar en la banda y en la música en general, siempre significó mucho para Sabine. Elis le permitió cantar delante de grandes audiencias y expresarse con palabras y melodías. Ella no sólo hizo la música, vivió la música. Era bastante obvio que disfrutaba de los momentos en que componía, grababa y actuaba. Podía ser fácilmente encontrada después de los conciertos siempre sonriente. Siempre fue muy amable con los fans, firmando autógrafos, haciéndose fotografías con ellos o simplemente hablando. Siempre fue muy abierta y honesta, así que nunca hubo ninguna duda de su personalidad.
Elis estaba en proceso de grabación de su tercer álbum "Griefshire", que Sabine llamó su "bebé". Dos semanas antes de su muerte, Elis debían presentarse en el festival Battle of Metal en Alemania. La banda estaba ensayando cuando de repente, Sabine se derrumbó. No estaba inconsciente, pero se sentía enferma y sufría de dolores de cabeza. Su condición empeoró y sus compañeros la llevaron al hospital debido a su mal estado, tuvo que ser trasladada a otro hospital en helicóptero, pero después de un breve periodo de tiempo, Sabine había sido declarada como muerte cerebral.
Después de su muerte, Elis decidió poner en marcha su "bebé", Griefshire (el cual fue lanzado en su memoria).

## Muerte
El 9 de julio de 2006, fue anunciado en la página web de la banda el comunicado, informando de que Sabine Dünser falleció de una hemorragia cerebral el día anterior. Sabine tenía 29 años.

## Discografía

### Erben der Schöpfung
- Twilight (2001)
- Elis (2001)

### Elis
- God's Silence, Devil's Temptation (2003)
- Dark Clouds in a Perfect Sky (2004)
- Griefshire (2006)